# Maksymilian Iskrzycki
Maksymilian Iskrzycki (ur. w 1837 w Wańkowie w Galicji, zm. w 5 października 1891 w Krakowie) – polski filolog klasyczny, nauczyciel gimnazjalny, profesor Uniwersytetu Jagiellońskiego.

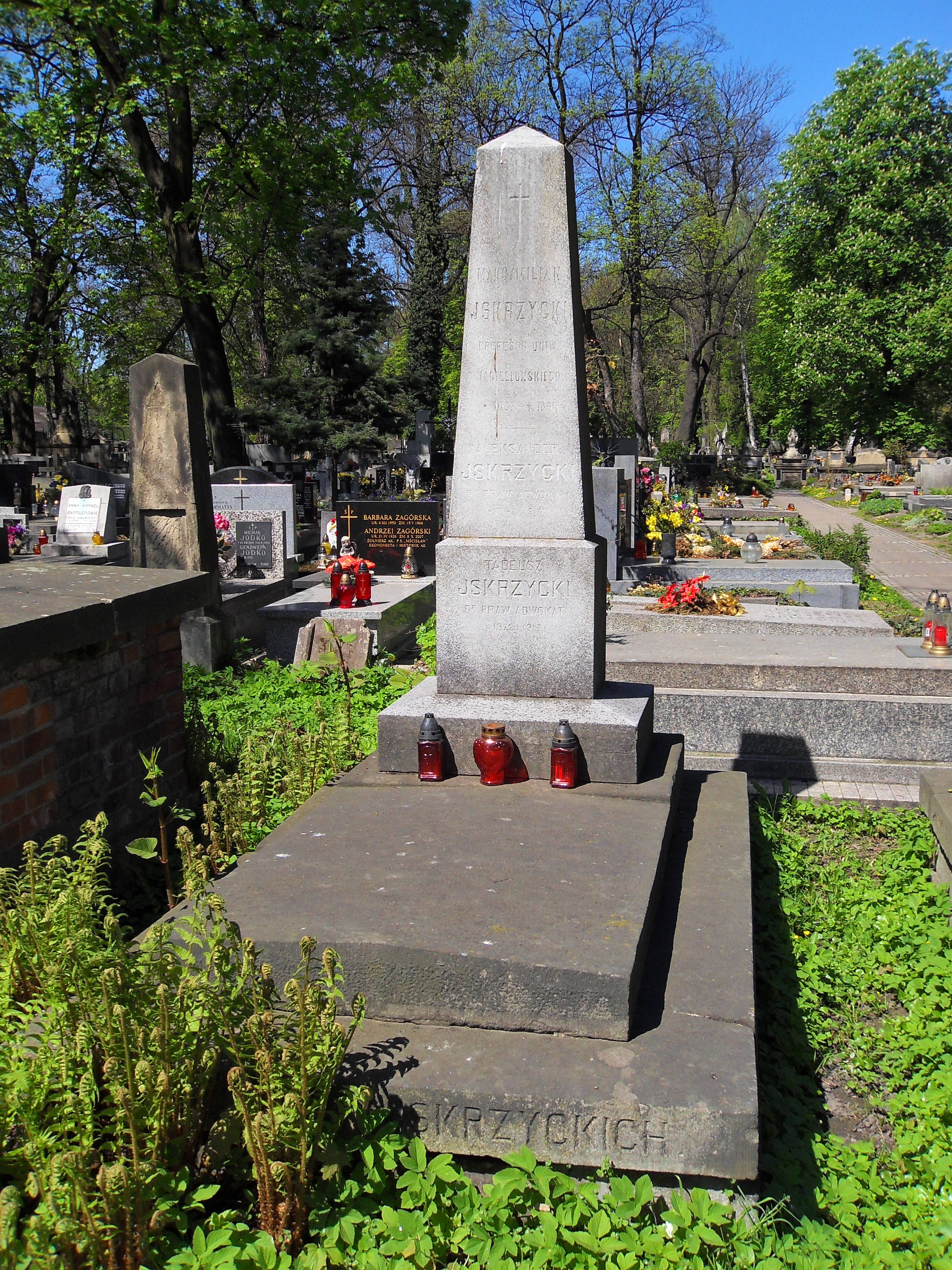
Grobowiec Iskrzyckich

## Życiorys
Uczęszczał do gimnazjum w Samborze, studia filologiczne podjął w Uniwersytecie Lwowskim, kształcił się również w Uniwersytecie Wiedeńskim, gdzie był uczniem Hermana Bonitza.
Został nauczycielem gimnazjalnym. Pracował w gimnazjach we Samborze, Lwowie, Rzeszowie, następnie od 1 lutego 1869 w Gimnazjum św. Jacka w Krakowie. 30 kwietnia 1870 został mianowany profesorem nadzwyczajnym filologii klasycznej na Uniwersytecie Jagiellońskim. W ramach repolonizacji Uniwersytetu objął drugą katedrę filologii klasycznej (obok pierwszej, prowadzonej przez Alfreda Brandowskiego), zajmując miejsce filologa śląskiego Jana Wrobla. Bez doktoratu i habilitacji otrzymał tytuł profesora nadzwyczajnego, a w 1878 roku profesora zwyczajnego. W roku akademickim 1880/81 pełnił funkcje dziekana wydziału filozoficznego. Zajmował się głównie dydaktyką – prowadził wykłady i seminaria z zakresu historii literatury greckiej i rzymskiej (ograniczał się głównie do objaśniania poszczególnych autorów), gramatyki języka greckiego oraz metryki. Do jego dorobku należą jedynie drobne recenzje rozpraw naukowych drukowane w sprawozdaniach gimnazjalnych oraz przyczynki Zu den Scholien der Odyssee.
Zmarł w 1891 i został pochowany w grobowcu rodzinnym na cmentarzu Rakowickim w Krakowie (kwatera Fd); później zostali tam pochowani także Aleksander Iskrzycki (1842-1910) i Tadeusz Iskrzycki (1872-1913), obaj adwokaci.